# Shinobu Yaguchi
Shinobu Yaguchi (矢口 史靖, Yaguchi Shinobu, nascut el 30 de maig de 1967) és un director de cinema i guionista japonès.S'especialitza en pel·lícules de "zero a heroi" per sentir-se bé, on un grup de persones realitzen una activitat poc probable, s'enfronten a una sèrie d'obstacles, però finalment ho aconsegueixen. La seva pel·lícula Waterboys va tenir un èxit particular i va donar lloc a una sèrie de televisió que va entrar a la seva tercera temporada el 2005.Va ser guardonat com a millor guió al Festival de Cinema de Yokohama de 2005 per la seva pel·lícula Swing Girls.

## Filmografia seleccionada

### Director
| Any  | Tírol                                                    | Argument | Gènere          |
| ---- | -------------------------------------------------------- | --- | --------------- |
| 1990 | '"Rain Woman" (Ameonna)                                  | Les desventures anàrquiques de dues noies. | comèdia         |
| 1993 | Down the Drain (Hadashi no Pikunikku)                    | Després d'intentar utilitzar el passi de tren de la seva amiga, l'escolar Junko (Noburu Iguchi) viu una sèrie de desventures mentre s'obre camí a través d'una representació poc amigable del Japó modern.                                                                                               | Comèdia negra   |
| 1996 | Bird Watching                                            | | Curtmetratge    |
| 1997 | Himitsu no hanazono                                      | La caixera Sakiko Suzuki (Naomi Nishida) viu una sèrie d'esdeveniments de mala sort mentre persegueix els seus diners per la seva ciutat natal. No s'ha de confondre amb la sèrie de televisió del 2007.                                                                                                 | comèdia         |
| 1999 | Adrenaline Drive (Adorenarin doraibu)                    | El cotxe de l'oficinista nerd Suzuki (Masanobu Andō) xoca amb un altre cotxe i ell es troba davant de Kuroiwa (Kirina Mano), que resulta ser un gàngster. Així comença una persecució boja que aviat li guanyarà aventura, confiança i amor amb una infermera tímida.                                    | Comèdia negra   |
| 1999 | One Piece!                                               | Una recopilació de curtmetratges creats sense utilitzar cap moviment de càmera ni edició. Les seves històries s'havien d'explicar en "una sola peça" de cel·luloide. No s'ha de confondre amb la sèrie d'anime.                                                                                          | Curtmetratge    |
| 2001 | Waterboys                                                | Basat en un fet real que narra els intents de cinc nois de formar un equip de natació sincronitzada al seu institut. L'èxit de la pel·lícula va provocar un spin-off de televisió, la seva seqüela de televisió i un especial de televisió de dues parts.                                                | comèdia         |
| 2002 | Parco Fiction                                            | Toru lluita amb la bogeria caiguda d'una qüestió mediambiental que d'alguna manera arriba a la seva botiga de conveniència. | comèdia         |
| 2004 | Swing Girls                                              | Basat en una història real dels esforços de les noies de secundària per formar una banda de jazz tradicional a la prefectura rural de Yamagata. | comèdia         |
| 2008 | Happy Flight                                             | Pilots, assistents de vol i passatgers van lluitar per fer front a diverses desventures durant el seu vol Japó-Hawaii. | comèdia         |
| 2012 | Robo-G                                                   | Tres empleats de la Kimura Electrical Company han de presentar un nou robot en una exposició important. | comèdia         |
| 2014 | Wood Job!                                                | Un jove decideix unir-se a un programa de formació forestal. | comèdia         |
| 2017 | Survival Family                                          | Una família disfuncional de quatre persones fa el seu camí a través del Japó després que el país perd tota l'energia elèctrica durant un període prolongat. | comèdia         |
| 2019 | Dance with Me (també conegut com Can't Stop the Dancing) | Una visita a un hipnotitzador curandero que deixa una assalariada de Tòquio incapaç de deixar de fer els moviments de ball cada vegada que escolta música (o fins i tot unes quantes notes) la porta a un viatge pel Japó a la recerca còmica de l'home, amb l'esperança que ho faci. deshipnotitzar-la. | Comèdia musical |